# Yoshiyuki Kobayashi
Yoshiyuki Kobayashi (jap. 小林 慶行, Kobayashi Yoshiyuki; * 27. Januar 1978 in der Präfektur Saitama) ist ein japanischer Fußballtrainer und ehemaliger Fußballspieler.

## Karriere

### Spieler
Kobayashi erlernte das Fußballspielen in der Schulmannschaft der Toin Gakuen High School und der Universitätsmannschaft der Komazawa-Universität. Seinen ersten Vertrag unterschrieb er 1999 bei den Verdy Kawasaki (heute: Tokyo Verdy). Der Verein spielte in der höchsten Liga des Landes, der J1 League. 2004 gewann er mit dem Verein den Kaiserpokal. Für den Verein absolvierte er 156 Erstligaspiele. 2005 wechselte er zum Ligakonkurrenten Omiya Ardija. Für den Verein absolvierte er 91 Erstligaspiele. Im Juni 2009 wechselte er zum Ligakonkurrenten Kashiwa Reysol. 2010 wechselte er zum Ligakonkurrenten Albirex Niigata. Für den Verein absolvierte er 53 Erstligaspiele. Ende 2012 beendete er seine Karriere als Fußballspieler.

### Trainer
Kobayashi begann seine Trainerkarriere im Juni 2014 als Co-Trainer beim Erstligisten Vegalta Sendai. Hier stand er bis Ende der Saison 2019 unter Vertrag. Zu Beginn der Saison 2021 wechselte er zum Zweitligisten JEF United Ichihara Chiba. Bei dem Verein hatte er von 2021 bis 2022 das Amt des Co-Trainers inne. Zu Beginn der Saison 2023 übernahm er bei JEF das Amt des Cheftrainers.

## Erfolge

### Spieler
Tokyo Verdy
- Japanischer Pokalsieger: 2004